# Юридическая фикция
Юриди́ческая фи́кция (от лат. fictio — досл. «слепленное»; условность, вымысел) — правовой приём, заключающийся в предположении факта вопреки его действительности.
Суть приёма заключается в том, что известный несуществующий факт признаётся существующим, либо наоборот. Однако фикцию следует отличать от неопровержимой презумпции (praesumptio iuris et de iure). Так, например, презумпция знания закона является не фикцией, а неопровержимой презумпцией, поскольку может как совпадать, так и не совпадать с действительным положением дела; в отличие от неопровержимой презумпции фикция всегда ложна.
Вследствие такого рода фикций, факты, при известном фактическом составе, могут быть предполагаемы, а с другой стороны, они могут быть от него отрешены, между тем как юридические положения, связанные с этими мыслимыми фактами, находят себе соответствующее применение. Эта своеобразная умственная операция имеет своею целью дать искусственное основание аналогичному применению юридических положений.
Дело состоит в том, что в некоторых случаях справедливость и польза требуют известных юридических правил, но они из положений действующего права не могут быть выведены, вследствие чего приходится подводить при известных предположениях данный фактический состав к действующей юридической норме.
Фикции встречаются как в материальном, так и в процессуальном праве, и ими особенно богато римское право, когда претору — для успешного проведения в жизнь своих новых юридических положений — приходилось прибегать к маскировке их старыми действующими положениями.
Дальнейшее развитие права показывает, что роль фикции в юридическом творчестве постепенно уменьшается, так как закон выражается в более широких обобщениях, к тому же посредством более свободного толкования и применения нормы может быть прямым путём достигнут результат, которого древнее право достигало искусственно и косвенно.
От законных фикций следует отличать догматические фикции, то есть фикции, развитые и принятые наукой, с целью дать последовательную и систематическую связь юридических фактов и подвести их под единый исходный пункт. Например, к ним относится положение, что наследник считается вступившим в наследство с момента смерти наследодателя, хотя в действительности это вступление может не совпадать по времени с моментом кончины наследодателя. Данная фикция покоится на том основании, что при юридическом преемстве окончание права одного должно совпадать с началом права в лице другого.